# 人间规则
《人间规则》，2018年中国偶像剧。由张雅玫、陈子由领衔主演，爱奇艺，第一季于2018年10月10日首播。第二季同年11月14日首播。

## 播出时间
| 频道                | 所在地          | 播映日期                                    | 播出时间 | 备注 |
| ------------------- | --------------- | ------------------------------------------- | -------- | ---- |
| 爱奇艺 愛奇藝台灣站 | 中国大陆 · 臺灣 | 第一季 2018年10月10日 第二季 2018年11月14日 |          |      |

## 劇情簡介
新世代網路訊息爆發流竄，網路直播平台盛行及氾濫，且因未設其道德底線，致發生多起不實輿論攻擊與網路霸凌暴力，衍致重傷事件發生。社會上一股反擊「網路霸凌暴力」正本清源之言論直播平台誕生。藉著正，反言論方以互辯、互相印證型式，促讓廣大網友反思、投出自己的寶貴的一票，支持最適當的言論方。但既然有想正本清源的一方，亦會產生另一股黑勢力，意想謀奪社會輿論的走向，以控制來達到自己的最終利益。

## 演员列表

### 領銜主演
| 演員   | 角色   | 介紹 | 備註       |
| 张雅玫 | 孔萧吟 | 節目《高 實在是高》辯手擂主／孔萧吟工作室的老闆，於外是視銀飛公關－张鸿飞為業界之敵對關係。私下為好友關係，經常火線救援。在開工作室之前為銀飛公關公司前員工，後離職自組工作室。                            | 貫穿1－2季 |
| 陈子由 | 杨明宇 | 前節目《高 實在是高》之責任編輯→孔萧吟工作室的實習生（俗稱：打雜的），性艮直，腦筋直，正義值爆表，理工男體質。但過目不忘，數理分析明確。第一季劇末，終於辯贏師傅孔萧吟，後讓師傅放飛，離開工作室自主生活。 | 貫穿1－2季 |

### 其他演员

#### 第一季
| 演員                  | 角色             | 介紹 | 備註                            |
| 华千涵 （主演）       | 王提莫           | 孔萧吟工作室的網路數據管理擔當，老王的親女。 | 貫穿1－2季                      |
| 于彦凯 （主演）       | 诸振豪           | 孔萧吟工作室的合夥人兼安保與生活管理擔當， | 貫穿1－2季                      |
| 孙正霖 （主演）       | 张鸿飞           | 節目《高 實在是高》辯手擂主／銀飛公關公司老闆，常與孔萧吟於網紅節目《高 實在是高》直播平台上互辯，但一直失利，於外是視孔萧吟為業界之敵對關係。私下為好友關係，經常火線救援。                                                                         | 貫穿1－2季                      |
| 厉娜 （主演）         | 乔安娜           | 娜姐 直播平台節目《高 實在是高》之主持人，第一季劇末因故被節目組辭退離開。第二季劇末回歸，主持最後一場節目《高 實在是高》。 | 貫穿1－2季                      |
| 李育生                | 幕後黑衣人 老王  | 幕後黑手，意欲掌控 網紅直播平台節目《高 實在是高》的言論走向，爆光所有陰謀者非法隱私，手段無所不用其極。 王提莫的父親，孔家多年的老友。 網路天眼直播平台之開發者（但平台未設道德底線，致發生不實輿論與網路霸凌暴力致重傷事件發生），後接受法律制裁。 | 第1季 （幕後黑衣人） 第2季 老王 |
| 王李丹妮 （特別出演） | Lisa胡（胡麗莎） | 海歸女菁英（標準的ABC）、公關代理人／銀飛公關公司合夥人，目前長期駐紮紐約。事業多元，也是知名品牌的特邀設計師之一。後與銀飛公關公司理念不合而拆夥。                                                                                                  | 只出演第1季                     |

#### 第二季
| 演員                                 | 角色   | 介紹                                                                                   | 備註        |
| 不明                                 | 葉盡染 | 直播平台節目《高 實在是高》新繼任之主持人（接手娜姐位置）。                            | 只出演第2季 |
| 那威 （青年：郭東海） （特別出演）   | 孔超凡 | 孔萧吟（小名：音音）的老爸，早年為天才學生。一次意外地認識音音的老媽。與老王家是世交。 | 只出演第2季 |
| 薛淑杰 （青年：沈夢琪） （特別出演） | 蕭芳芳 | 孔萧吟（小名：音音）的老媽，早年為護士。一次意外地認識音音的老爸。                     | 只出演第2季 |

## 电视原声带
| 《人间规则》影视原声带 | 《人间规则》影视原声带 | 《人间规则》影视原声带 | 《人间规则》影视原声带 | 《人间规则》影视原声带 |
| 曲序                   | 曲目                   |                        | 作曲                   | 演唱                   |
| ---------------------- | ---------------------- | ---------------------- | ---------------------- | ---------------------- |
| 1.                     | 《人間規則》（主题曲） | 甘世佳                 | SHIMA                  | 李藝彤                 |